# ووبورن (ماساچوست)
ووبورن، ماساچوست
ووبورن(به انگلیسی: Woburn) شهری در شهرستان میدلسکس ایالت ماساچوست می‌باشد که در سال ۱۶۴۲ بنیان‌گذاری شده‌است. این شهر در سرشماری سال ۲۰۱۰ میلادی، ۳۸٬۱۲۰ نفر جمعیت داشته‌است.